# Нетяговщина
Нетяговщина (укр. Нетягівщина) — село в Прилукском районе Черниговской области Украины. Население — 18 человек. Занимает площадь 0,217 км².
Код КОАТУУ: 7424182103. Почтовый индекс: 17582. Телефонный код: +380 4637.

## География
Расстояние до районного центра:Прилуки : (12 км.), до областного центра:Чернигов (133 км.), до столицы:Киев (129 км.). Ближайшие населенные пункты: Даньковка 1 км, Стасевщина 2 км, Котуновка, Глинщина и Онищенков 3 км.

## Власть
Орган местного самоуправления — Даньковский сельский совет. Почтовый адрес: 17582, Черниговская обл., Прилукский р-н, с. Даньковка, ул. Гагарина, 6а.